# Onthophagus sinagai
Onthophagus sinagai är en skalbaggsart som beskrevs av Jan Krikken och Huijbregts 2008. Onthophagus sinagai ingår i släktet Onthophagus och familjen bladhorningar. Inga underarter finns listade i Catalogue of Life.